# Javljalnik dima
Javljalnik dima je naprava, ki zaznava prisotnost dima. Največkrat se ga uporablja kot javljalnik požara. V požarnovarnostni sistem povezani javljalniki se uporabljajo kot oddajnik signala za prisotnost požara predvsem v poslovnih objektih, medtem ko se posamezne enote uporabljajo v stanovanjih, ki lahko ob prisotnosti dima samostojno oddajajo zvočni in/ali svetlobni signal.
Javljalniki dima so navadno zaprti v plastičnem ohišju v obliki diska, premera približno 150 mm in 25 mm višine, vendar je oblika lahko odvisna od proizvajalca in tipa javljalnika. Večina javljalnikov dima deluje na principu optičnega zaznavanja (fotodioda) ali fizikalnega procesa (ionizacije), medtem ko drugi uporabljajo obe metodi zaznavanja za povečanje občutljivosti. S tem se lahko uporabljajo tudi za zaznavo cigaretnega dima predvsem v prostorih, kjer je kajenje prepovedano in težko obvladljivo (stranišča v šolah). Javljalniki dima so napajani preko centralnega požarnovarnostnega sistema, ki se napaja preko električnega omrežja z lastnim rezervnim napajanjem. Samostojni javljalniki pa so navadno napajani samo z eno baterijo.

## Zgodovina
Prvi požarni javljalnik je bil patentiran ob koncu 19. stoletja. Zasluga za to napravo gre ameriškemu fiziku in matematiku Francisu Robbinsu Uptonu, ki je v sodelovanju s Fernandom J. Dibblejem izumil prenosni požarni javljalnik. Ta je kot senzor temperature uporabljal nastavljivo vzmet, izdelano iz dveh različnih kovin, ki je ob dovolj visoki temperaturi prek vzvodov in kontaktov sklenila električni krog ter vključila zvonec, napajan iz baterije v podnožju.
Štiri desetletja kasneje je švicarski fizik Walter Jaeger želel izdelati senzor za odkrivanje prisotnosti strupenih plinov. Pričakoval je, da se bo plin ob vstopu v senzor vezal z ioniziranimi molekulami zraka in s tem spremenil napetost na senzorju. Majhne koncentracije plina na napetost niso imele nikakršnega vpliva, a je Jaeger presenečeno ugotovil, da je senzor reagiral na cigaretni dim. Njegov poizkus je bil velik napredek pri razvoju dimnega javljalnika.
Šele z napredkom na področju elektronike in jedrske fizike so taki senzorji postali dostopni širšemu krogu uporabnikov, vendar še vseeno zunaj dosega večine gospodinjstev.
Šele leta 1965 sta Duane D. Pearsall in Stanley Bennett Peterson izdelala cenovno dostopen javljalnik dima z možnostjo preproste zamenjave izrabljenih baterij. Prvi komercialno zanimivi požarni javljalniki so prišli na trg leta 1969.

## Vrste javljalnikov dima

### Optični
Optični javljalnik dima je v bistvu svetlobni senzor. Kot javljalnik dima vsebuje izvor svetlobe (žarnico ali infrardečo diodo LED), leče za zbiranje svetlobe v žarek in fotodiodo ali podoben fotoelektrični senzor pod kotom žarka kot detektor svetlobe. V odsotnosti dima svetlobni žarek potuje nad fotodiodo v ravni liniji. Ko dim vstopi v optično komoro na pot svetlobnemu žarku pride do pojava sipanja svetlobe. Svetloba se odbija na vse strani in tudi proti fotodiodi, katera to svetlobo zazna in sproži alarm.
V velikih prostorih, kot so razne dvorane ali avditoriji je pod stropom na eni steni nameščena enota, ki oddaja žarek, na drugi steni pa enota, ki žarek zajema, ali pa ga odbija nazaj v enoto kot ogledalo. Ko žarek postane manj viden za »oko« senzorja, se pošlje signal za alarm.

### Ionski
Ionski tip javljalnika je načeloma ceneje izdelati, kot fotoelektričnega, kljub temu pa je zapostavljen zaradi večje nagnjenosti k lažnim alarmom. Lahko zazna delce dima, nevidne prostemu očesu. Vsebuje približno 37 kBq ali 1 µCi radioaktivnega elementa americij 241 (241Am), ki ustreza približno 0.3 µg izotopa. Sevanje potuje skozi ionizacijsko komoro, zračni prostor med dvema elektrodama, in dovoljuje prehod majhnemu konstantnemu električnemu toku med elektrodama. Ko v komoro zaidejo delci dima, le ti absorbirajo delce alfa in s tem zmanjšajo prevodnost komore, kar elektronika javljalnika zazna kot alarm.
Delci alfa, se v javljalnikih dima uporabljajo zaradi tega, ker z razliko od beta in gama delcev, njihovo sevanje ne prodira globoko in se ga lahko zaustavi že s plastičnim ohišjem.
Približno 1 % emitirane radioaktivne energije 241Am je gama sevanja.

### Vzorčenje zraka
Javljalnik dima, ki deluje na principu vzorčenja zraka, je sposoben zaznavanja že mikroskopskih delcev dima. To so večinoma  aspiratorni javljalniki dima, ki delujejo tako, da skozi mrežo na določeni razdalji navrtanih majhnih cevk, nameščenih pod strop nad zaščitnim območjem sesajo zrak. Navrtane luknjice predstavljajo mesta vzorčenja zraka. Vzorec zraka potem potuje mimo občutljive optične naprave, po navadi laser, nastavljen za zaznavanje izredno majhnih zgorelih delcev. Taki javljalniki se lahko uporabljajo za proženje avtomatskih gasilnih sistemov, na primer gašenje s plinom v prostorih z vrednejšimi predmeti, kot so knjižnice, računalniške sobe, itd.
Večina javljalnikov dima z vzorčenjem zraka je veliko bolj občutljivih kot ostala dva tipa javljalnikov. Tak tip javljalnika omogoča nastavitev nivojev alarma, kot na primer opozorilo, alarm, požar I.st., požar II.st. Te nastavitve omogočajo zgodnejše opozorilo na razvijajoč se požar, kar dovoljuje ročno intervencijo ali aktivacijo avtomatskega gašenja, preden se požar razvije do neobvladljive stopnje. Tak način pristopa povečuje možnost evakuacije in zmanjša nastalo škodo.

### Zaznavanje prisotnosti ogljikovega dioksida in ogljikovega oksida
Nekateri javljalniki dima uporabljajo senzorje, ki zaznavajo ogljikov dioksid ali ogljikov oksid, za zaznavo nevarnih in strupenih produktov zgorevanja. Vendar pri nakupu takih javljalnikov velja opozorilo, da niso vsi javljalniki dima, za katere oglaševalci navajajo, da vsebujejo take senzorje, sposobni zaznati CO2 ali CO brez prisotnosti požara.

### Razlike
Optični javljalniki dima so pogosto hitrejši v zaznavanju dimnih delcev, ki se pojavljajo v začetni fazi požarov.
Ionski javljalniki dima so navadno le malenkostno hitrejši pri zaznavi delcev dima ob razvitem požaru. Samo optični dimni senzorji so priznani kot primerni za zaznavo dimnih delcev med tlenjem in v že razvitem požaru.
Glede na teste, narejene po evropskem standardu EN 54, se lahko ob razvijajočem požaru hitreje zazna povišana vrednost ogljikovega dioksida, kot delce dima.

### Primerjava
| Stopnja zatemnitve pri običajnih javljalnikih dima | Stopnja zatemnitve pri običajnih javljalnikih dima |
| Tip javljalnika                                    | Stopnja zatemnitve                                 |
| -------------------------------------------------- | -------------------------------------------------- |
| Ionski                                             | 2.6–5.0 % obs/m                                    |
| Optični                                            | 6.5–13.0 % obs/m                                   |
| Žarkovni                                           | 3 % obs/m                                          |
| Aspiratorni                                        | 0.005–20.5 % obs/m                                 |
| Laserski                                           | 0.06–6.41 % obs/m                                  |

## Komercialni javljalniki dima
Komercialni javljalniki dima so žično oz. brezžično povezani v požarno - varnostni sistem, lahko pa delujejo tudi kot samostojne enote.
V požarno - varnostni sistem so javljalniki lahko povezani zaporedno. V primeru pojava dima se samo sproži alarm, vendar sistem ne določi lokacije požara. To je primerno za manjše objekte, za večje objekte so bolj primerni požarno - varnostni sistemi, v katerih ima vsak javljalnik svoj naslov in na podlagi tega se ob alarmu lahko določi lokacija požara oz. javljalnika, ki je zaznal dim. Istočasno lahko javljalniki te vrste določijo količino dima.
Samostojna enota je v bistvu požarni alarm v enem ohišju. Sestavljen je iz javljalnika dima, zvočne sirene ter lastnega vira napajanja (baterije). Nekateri modeli takih javljalnikov oddajajo tudi svetlobne signale ob alarmu.

## Samostojni javljalniki dima
Osnovna funkcija samostojnih javljalnikov dima je opozarjanje ljudi na ogroženost. Metode alarmiranja vključujejo:
- audio zvoke
  - navadno okoli 3200 Hz, odvisno od zmogljivosti komponente (Na tem področju je bil narejen velik napredek tudi za osebe z motnjami sluha)
  - 85 db na razdalji treh metrov
- govoreči glas ob alarmu
- bliskavica
  - izhod 110 kandel
- taktična stimulacija (tresenje postelje ali blazine)

Nekateri modeli imajo vgrajeno fukcijo za začasni izklop zvoka, ne da bi odstranili baterijo. To pride v poštev, pri javljalnikih, ki se uporabljajo v prostorih, kjer so pogosti lažni alarmi (prostori, namenjeni peki, varilnice, itn).
Trenutna tehnologija je zelo učinkovita pri odkrivanju dima in požarov, vendar gluhe in naglušne še vedno skrbi, ali se bodo pravočasno zbudili ob alarmu. Med letoma 2005 in 2007 je bila izvedena raziskava pod sponzorstvom Zvezne agencije za požarno varnost ZDA (NFPA), ki je ugotavljala vzroke za večjo smrtnost v skupini z večjim tveganjem (gluhi, naglušni ter starostniki. Rezultati raziskave so pokazali, da so alarmi nižjih frekvenc (520 Hz) mnogo bolj učinkoviti pri zbujanju iz spanca oseb take skupine z večjim tveganjem. Za gluhe osebe so najbolj primerni brezžični javljalniki dima ali ogljikovega dioksida, povezani z mehanizmom za vibriranje na primer vzglavnika na postelji, z bliskavico ali opozorilnim signalom preko telefona.

### Baterija
Večina stanovanjskih javljalnikov dima uporablja za vir napajanja 9 V baterijo. Ko se ta iztroši, tudi javljalnik ne opravlja več svoje funkcije. Večina javljalnikov dima ima vgrajeno elektroniko za opozarjanje na iztrošene baterije, kljub temu pa je v množici javljalnikov težko najti tistega s prazno baterijo. Ocenjujejo, da je v stanovanjih po Združenem kraljestvu nedelujočih vsaj 30 % javljalnikov dima zaradi praznih ali odstranjenih baterij. V novejšem času so sicer prišli na trg tudi javljalniki z vgrajenimi litijevimi baterijami, ki lahko delujejo 7 - 10 let, kar pa le zmanjšuje zavednost ljudi po menjavi baterij, saj je cikel menjave neprimerno daljši.
NFPA priporoča lastnikom domov, naj menjajo baterijo na javljalniku dima vsaj enkrat letno, ko oddaja signal za izpraznjeno baterijo ali ko ne opravi testiranja. Testiranje naj se izvaja mesečno s pritiskom na testno tipko.

### Zanesljivost
V letu 2004 je NIST (Zvezni inštitut za standardizacijo in tehnologijo ZDA) izdal  poročilo, ki med drugim opisuje, da javljalniki dima, ne glede na to ali so optični ali ionski, neposredno pripomorejo k krajšemu času evakuacije pri večini požarov. Pri požaru, ki gori s plamenom, se od ionskih javljalnikov, ki so nekoliko boljši od optičnih, pričakuje 57 do 62 sekund hitrejši odziv. Tako so pri zaznavanju dima ob tlenju snovi hitrejši optični javljalniki dima (47 do 53 sekund).
Zvezna agencija za požarno varnost ZDA (NFPA) priporoča menjavo javljaljnikov dima vsakih 10 let. Javljalniki dima postanejo s časom manj zanesljivi zaradi staranja elektronskih komponent.
Redno čiščenje zmanjša možnost lažnih alarmov, ki jih povzroča naložen prah ali mrčes. Zaradi občutljivosti to še posebno velja za optične javljalnike dima. Zunanjost in notranjost optičnih in ionskih dimnih javljalnikov čistimo s sesalcem. Za preprečevanje lažnih alarmov v kuhinjah in prostorih za peko, je priporočljiva uporaba optičnih ali namenskih javljalnikov.

### Postavitev javljalnika dima
V Združenih državah Amerike večina državnih in lokalnih zakonov določa število in postavitev javljalnikov dima na osnovi standarda, objavljenega v 72. členu požarnega kodeksa zvezne agencije za požarno varnost.
Zakoni, ki določajo namestitev javljalnikov dima, se med državami zelo razlikujejo. Tisti lastniki stanovanj, ki jih postavitev javljalnikov dima zanima, se lahko po pomoč obrnejo na lokalne gasilce ali na gradbenega inšpektorja. Nekatera pravila, ki določajo postavitev javljalnikov so zelo dosledna zaradi razvijajočega se sveta. Za primer, v Kanadi in Avstraliji se zahteva, da je delujoči javljalnik dima montiran v vsakem nadstropju. Kodeks NFPA zahteva javljalnike dima v vsakem naseljenem nadstropju in v bližini vsake spalnice. V naseljena nadstropja so vključene tudi kleti s stojno višino.
V novih zgradbah so zahteve seveda večje. Vsi javljalniki dima morajo biti direktno priključeni na električno omrežje in imeti morajo rezervno napajanje za primer izpada električnega omrežja. Montirani morajo biti v ali pred vsako spalnico, odvisno od lokalnih zakonov. Nekateri zakoni zahtevajo javljalnik dima tudi na stopniščih, hodnikih in v garažah.
Nekateri javljalniki omogočajo povezavo v mrežo, tako da se v primeru požara oglasijo vsi javljalniki hkrati. kar povečuje možnost, da stanovalci alarm tudi slišijo, čeprav so za zaprtimi vrati, ali pa je požar nekaj nadstropij nad ali pod njimi. Po letu 2000, so prišli na trg tudi javljalniki, ki omogočajo povezavo v mrežo tudi brezžično z uporabo tehnologij, kot je ZigBee. Taki javljalniki so primerni za vgradnjo v že obstoječe objekte, ker odpade izdelava inštalacij po objektu.